# فرومنگنز
فرومنگنز یک فروآلیاژ با محتوای منگنز بالا است (فرومنگنز با کربن بالا می‌تواند حاوی ۸۰٪ منگنز وزنی باشد). با حرارت دادن مخلوطی از اکسیدهای MnO2 و Fe2O3، با کربن (معمولاً به صورت زغال سنگ و کک) در یک کوره بلند یا یک سیستم از نوع کوره قوس الکتریکی، به نام کوره قوس غوطه ور ساخته می‌شود. اکسیدها در کوره‌ها تحت احیاء کربوترمال قرار می‌گیرند و فرومنگنز تولید می‌کنند. فرومنگنز به عنوان یک اکسید زدا برای فولاد استفاده می‌شود.
منگنزها در صنایع متالوژی، شیمی، الکترونیک، سرامیک و تولید لاک‌های رنگی کاربرد دارد. مهم‌ترین کاربرد منگنز در صنعت، تهیه آلیاژهای آهن و به عنوان ماده اصلی برای چدن و فولاد است. منگنز در گروه هفتم جدول تناوبی قرار دارد عدد اتمی آن ۲۵ است و رنگ آن نقره ای و سخت است. منگنز به صورت کانی سنگ یا به صورت فروآلیاژ در فولاد سازی به کار می‌رود که در این زمینه نقش‌های عمده منگنز عبارت خواهد بود از منگنز به عنوان احیا کننده و تمیز کننده در فولاد مذاب به منظور حذف گوگرد و بهبود خواص فولاد مورد استفاده قرار می‌گیرد. به طوری که گوگرد و عناصر مزاحم را به خود جذب نموده و آن‌ها را وارد سرباره می‌کند.

فرو منگنز آلیاژ فلزی است که درون آن حاوی آهن است. فروآلیاژ از دو عنصر آهن و منگنز و مقدار کمی کربن، فسفر و گوگرد تشکیل شده‌است. فرومنگنز جامد است و شکل آن نیز مانند کلوخه است، فرومنگنزها بی‌بو هستند و البته این خاصیت را تا زمانی که خشک هستند دارند؛ معمولاً آن‌ها را به صورت الک شده و ریز شده عرضه می‌کنند.

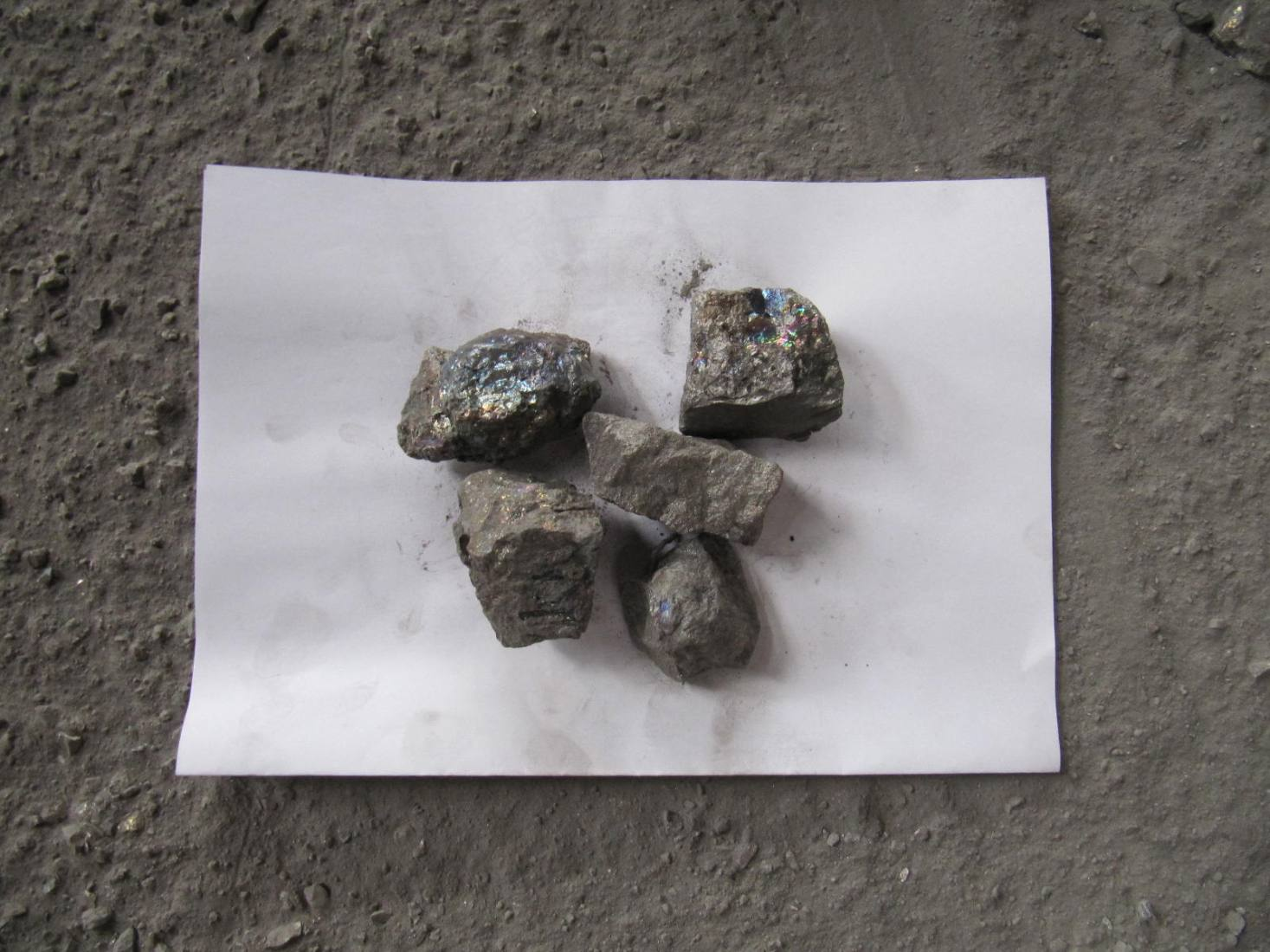
فرومنگنز

## تاریخچه
در سال ۱۸۵۶، رابرت فارستر موشت «منگنز را برای بهبود توانایی فولاد تولید شده توسط فرآیند بسمر در مقاومت در برابر نورد و آهنگری در دماهای بالا استفاده کرد.»
در سال ۱۸۶۰، هنری بسمر استفاده از فرومنگنز را به عنوان روشی برای معرفی منگنز در نسبت‌های کنترل شده در طول تولید فولاد اختراع کرد. مزیت ترکیب پودر اکسید آهن و اکسید منگنز با هم، نقطه ذوب پایین‌تر آلیاژ ترکیبی در مقایسه با اکسید منگنز خالص است.
در سال ۱۸۷۲، لامبرت فون پانتز، فرومنگنز را در کوره بلند تولید کرد، با محتوای منگنز قابل توجهی بالاتر از آنچه قبلاً ممکن بود (۳۷٪ به جای ۱۲٪ قبلی). این شرکت او را به رسمیت شناخت، از جمله مدال طلا در نمایشگاه جهانی ۱۸۷۳ در وین و گواهی جایزه در نمایشگاه صدمین سالگرد ۱۸۷۶ در پنسیلوانیا.

در مقاله ای در سال ۱۸۷۶، MF Gautier توضیح داد که اکسید مغناطیسی باید با افزودن منگنز (سپس به شکل آهن اسپیگل) از بین برود تا برای نورد مناسب باشد.

تکامل تولید جهانی فرومنگنز

## کاربرد
منگنز به عنوان عنصر اکسیژن زدا به کار می‌رود. این عنصر با گوگرد تولید سولفور منگنز (Mns) می‌کند و بدین وسیله تأثیر نامناسب سولفور آهن و تردی حاصل از آن را کاهش می‌دهد. این عنصر اهمیت خاصی در فولاد و چدن‌های خوش‌تراش دارد. با اضافه شدن مقدار مشخصی فرومنگنز در آلیاژ می‌توان خطر شکست پذیری قطعه و قطعات را کاهش داده و خطوط Ar1, Ar3 را پایین می‌آورد و سرعت سردشدن بحرانی را نیز شدیداً کاهش داده و بدین ترتیب سختی افزایش می‌دهد. همچنین با اضافه کردن مقداری منگنز استحکام افزایش می‌یابد. و اگر به مقدار بیش از ۴ درصد اضافه شود باعث ایجاد ساختار مارتزیتی در آلیاژ شده و تردی در قطعات را افزایش می‌دهد که به همین دلیل فقط در آلیاژهای خاصی به کار برده می‌شود. در فولادهای با بیش از ۱۲درصد Mn و با درصد کربن بالا آستنیتی است، زیرا Mn محدوده آستنیتی را به اندازه قابل ملاحظه ای گسترش می‌دهد، فولادهای که از طریق اضافه کردن مقداری فرومنگنز تولید می‌گردد و در نتیجه وارد آمدن تنش ضربه ای به سطح خارجی، سختی لایه خارجی آن‌ها در اثر کار سرد بسیار بالا می‌رود در حالی که قسمت داخلی آن نرم باقی می‌ماند و به همین دلیل در مقابل تأثیر نیروهای ضربه ای دارای مقاومت سایشی بالایی هستند و فولادهایی که با بیش از ۱۸ درصد Mn باشند به دلیل تغییر شکل زیاد غیرقابل مغناطیسی شدن می‌باشند و آلیاژهایی که تولید می‌شوند مخصوص بوده و به عنوان فولادهای نرم در حالت سرد در درجه حرارت‌های بسیار پایین به کار می‌روند و ضریب انبساط حرارتی فولادها با افزودن مقداری منگنز افزایش یافته در حالی که قابلیت هدایت حرارتی و الکتریکی آن‌ها کاهش می‌یابد.

## تولید
تولید فرومنگنز در کوره‌های قوس الکتریکی یا کوره‌های بلند انجام می‌شود که با اضافه شدن سنگ اکسید منگنز، کک، دولومیت، آهک و کوارتز به آن فرایند تولید فرومنگنز شروع می‌شود.
سنگ منگنز استفاده شده در این پروسه دارای ۴۰٪ منگنز است و با اضافه شدن کک و سرباره سازها مانند آهک در دمای ۱۲۰۰ تا ۱۴۰۰ درجه سانتی گراد واکنش احیای منگنز توسط کک انجام می‌شود.
برای تولید فرومنگنز سنگ معدنی با میزان سیلیس حداکثر ۷ تا ۸ درصد مورد نیاز است. در صورتی که سیلیس موجود در سنگ منگنز استخراجی از معادن سنگ منگنز ایران، چیزی حدود ۲۳ درصد است و به همین دلیل سنگ منگنز مورد نیاز جهت تولید فرومنگنز عمدتاً از آفریقا وارد می‌شود.

## انواع
منگنز نیز به صورت فروآلیاژ به مذاب اضافه می‌شود. این فروآلیاژها با توجه به میزان کربن به سه گرید اصلی پر کربن، متوسط کربن و کم کربن تقسیم می‌شوند. در مواقعی که فولاد باید در محدوده پایین کربن باشد، باید از فرومنگنزهای کم کربن استفاده شود.

### فرومنگنز کم کربن
به‌طور کلی، منگنز به عنوان یکی از ۵ عنصر آلیاژی آهنی است. به ازای هر ۳ درصد منگنز استحکام کشش فولاد را ۱۰ کیلوگرم افزایش می‌دهد.
بعد از اضافه کردن فرو آلیاژها نمی‌شود درصد کربن را تغییر یا کاهش داد و باید اندازه کربن کنترل شود از فرومنگنز کم کربن یا کربن متوسط استفاده می‌شود.
روش تولید این فرومنگنزها به صورت فرایند کربن زدایی، سنگ معدن‌های منگنز و .. است.

### فرومنگنز متوسط کربن
نوع متوسط کربن عموماً بین ۰/۸ درصد تا ۱/۵ درصد میزان کربن آن می‌باشد. این محصول عموماً در صنایع الکترودسازی کاربرد دارد و در انواع مش بندی مختلف دانه بندی می‌شود.

### فرومنگنز پر کربن
از پر مصرف‌ترین فرو آلیاژها در صنعت تولید فولاد به حساب می‌آید از ویژگی‌های فرومنگنز پر کربن می‌توان به محصولات با کیفیت عالی، قیمت‌های رقابتی، قابلیت اعتماد و دوام بسیار بالا اشاره کرد.
فرومنگنز پرکربن باعث خوش‌تراشی قطعات می‌شود؛ بنابراین در قطعات خوش‌تراش باید حتماً از فرو منگنز پرکربن استفاده کرد.

ترکیبات فرو منگنز پر کربن شامل: ۷۹ درصد منگنز، ۲ درصد سیلیسیم، ۸ درصد کربن، ۰٫۳ درصد فسفر، ۰٫۲۵ درصد گوگرد

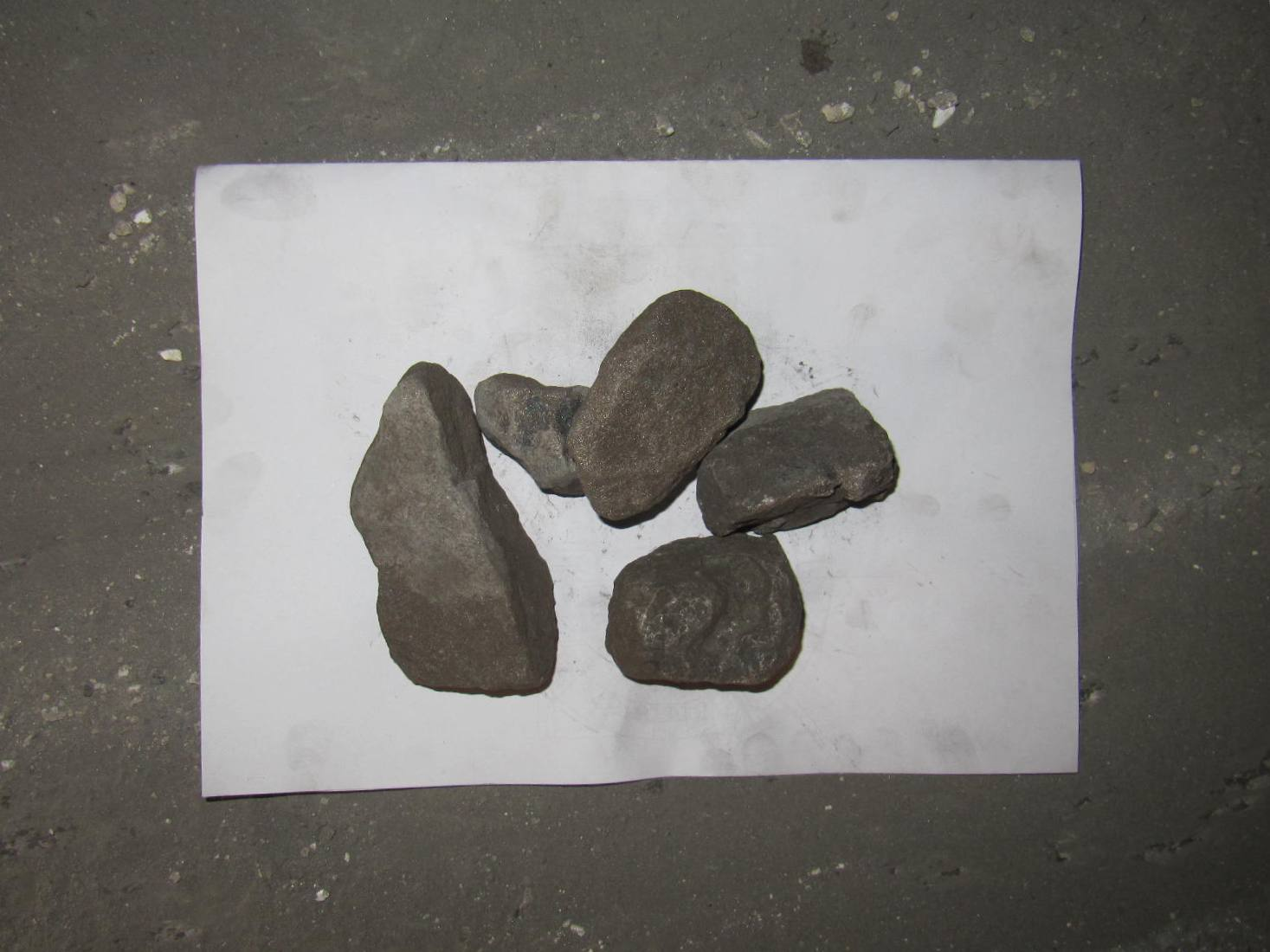
فرومنگنز کربوره شده